# قلب زشت
«قلب زشت» تک‌آهنگی از جی.آر.ال. است که در ۳ ژوئن ۲۰۱۴ منتشر شد.
این تک‌آهنگ در چارت‌های استرالیا، اسکاتلند، و نیوزلند جزو ده ترانه اول قرار گرفت.